# بنان جارية المتوكل
بنان جارية المتوكل، شاعرة عباسية عرفت بفصاحتها وجزالة ألفاظها، ومن ذلك: أنها خرجت يوما مع المتوكل يمشي في صحن القصر، وهو متكئ على يدها، ثم أنشد قول الشاعر:
ثم قال لها: أجيزي هذا القول. فقالت: